# جولیتا پتزی
جولیا جوزپینا پتزی (به ایتالیایی: Giulia Giuseppina Pezzi)، معروف به جولیتا پتزی (Giulietta Pezzi؛‏ ۱۰ فوریهٔ ۱۸۱۰ – ۳۱ دسامبر ۱۸۷۸)، نویسنده و روزنامه‌نگار ایتالیایی بود که آثارش شامل شعر، چهار رمان، و یک نمایشنامه در پنج پرده بود. او در میلان به دنیا آمد و تحصیل کرد. پتزی از پیروان فداکار مازینی و فعال در جنبش‌های جمهوری‌خواه و اتحاد ایتالیا بود. در سال‌های آخر عمر، او برای چندین روزنامه نوشت و خود را وقف تأسیس مدارس دولتی رایگان در ایتالیا بر اساس فلسفهٔ آموزشیِ مازینی کرد. او در ۷۱سالگی در زادگاهش درگذشت. در طول زندگی‌اش چندین قطعهٔ هنری به وی تقدیم شد.

## زندگی و شغل
جولیا جوزپینا (جولیتا) پتزی در میلان به دنیا آمد. او در خانواده‌ای پرجنب و جوش فرهنگی اما غیرمتعارف بزرگ شد. هنگامی که او ۱۵ ساله بود، شروع به نوشتن داستان‌های کوتاه در روزنامه پدرش کرد و زمانی که برادرش در سال ۱۸۳۱ بعد از مرگ پدرشان روزنامه را تصاحب کرد، به همکاری با برادرش ادامه داد. او همچنین با دومینیکو رونکونی و وینچنزو بلینی رابطه دوستی برقرار کرد که هر دو آهنگ‌های هنری را به او تقدیم کردند.
پس از شکست شورش‌های ۱۸۴۸–۱۸۴۹ و جمهوری روم، مازینی به سوئیس گریخت. پیزی در میلان ماند و در آنجا به‌طور مخفیانه نوشته‌های مازینی را منتشر کرد و میزبان میعادگاه همتایان او بود که بعدها چند نفر از آنها زندانی یا اعدام شدند. وقتی دوستان به او هشدار دادند که او در معرض خطر شدیدی قرار دارد، او پاسخ داد: «اگر صدای پلیس را بشنوم که از پله‌ها بالا می‌آید، خود و فرزندم را از پنجره پرت می‌کنم.» پس از مرگ مازینی در سال ۱۸۷۲، او خود را وقف تأسیس مدارس دولتی رایگان در ایتالیا بر اساس فلسفه آموزشی او کرد.

## درگذشت و میراث

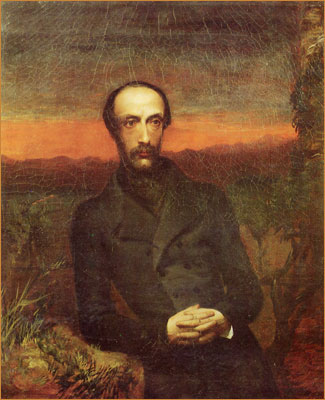
جوزپه مازینی، در سال ۱۸۴۶ به عنوان یک فعال سیاسی و نظریه‌پردازِ ایتالیایی شناخته می‌شد. در سال ۱۸۴۸، نویسنده‌ای به نام جولیتا پتزی نمایشنامه‌ای به نام "کارلو سند" را به او اختصاص داد که نشان‌دهنده تأثیر و ارادت به مازینی بود.

جولیتا پتزی در سال ۱۸۷۸ در خانه‌اش در میلان در سن ۷۱ سالگی درگذشت. مقبره او در گورستان یادبود میلان با پرتره‌ای از مرمر توسط جیووانی اسپرتینی و سنگ نگاره‌ای که توسط دخترش نومی نوشته شده است تزئین شده است. در سال ۱۸۸۰ نومی بر انتشار پس از مرگ آخرین رمان پتزی آشیانه پرستوها نظارت کرد. این رمان که روایتی از گروهی از تبعیدیان سیاسی ایتالیایی در سوئیس است، بر اساس تجربیات پتزی در ویلایی در لوگانو نوشته شده است، جایی که او اغلب در طول تبعید مازینی به دیدار او می‌رفت. مقالات شخصی او، که شامل مکاتبات گسترده با مازینی و کاتانئو، آلبومی با پیام‌های آلساندرو ماندزونی و آنوره دو بالزاک، نامه‌ای از جوزپه گاریبالدی و پرتره‌هایی از ژرژ ساند و جوزپه وردی بود، در موزه دل ریسورگیمنتو دی میلانو در ۱۹۲۸ نگهداری می‌شد که در جریان بمباران میلان توسط متفقین در سال ۱۹۴۳ موزه آتش گرفت و آنها به‌طور کامل از بین رفت. یک مهد کودک عمومی و خیابانی در میلان به افتخار او نامگذاری شده است.